# Santa Maria, California
Santa Maria là một thành phố quận lỵ của quận quận Santa Barbara tại tiểu bang California, Hoa Kỳ. Thành phố có diện tích  km², dân số theo điều tra dân số năm 2010 của Cục điều tra dân số Hoa Kỳ, thành phố có dân số 99.553 người, vượt Santa Barbara (quận lỵ), thành thành phố lớn nhất quận. 